# Hochwasserrückhaltebecken Lehnenbach
Das Hochwasserrückhaltebecken Lehenbach, auch Lehenbachstausee, ist ein Hochwasserrückhaltebecken im Rems-Murr-Kreis in Baden-Württemberg in der Gemeinde Winterbach südlich des Hauptortes. 
Der Lehenbach wird durch einen 17 m hohen und 280 m langen Erddamm gestaut. Das Hochwasserrückhaltebecken gehört der Gemeinde Winterbach. 
Ende 2024 wurde das Wasser abgelassen, um im Sommer 2025 mit den Ausbaggern des Seegrunds beginnen zu können. Die Trockenlegung soll etwa ein Jahr dauern.